# Ceyranbatan-reservoaren
Ceyranbatan-reservoaren (azerbajdzjanska: Ceyranbatan Su Anbarı; tidigare ryska: Джейранбатанское водохранилище: Dzjejranbatanskoje-reservoaren) är en reservoar i Azerbajdzjan.   Den ligger i distriktet Apsjeron, i den östra delen av landet, 22 km nordväst om huvudstaden Baku. Ceyranbatan-reservoaren ligger 25 meter över havet. Arean är 13,4 kvadratkilometer. Den sträcker sig 8,0 kilometer i nord-sydlig riktning, och 4,9 kilometer i öst-västlig riktning.
Följande samhällen ligger vid Ceyranbatan-reservoaren:
- Ceyranbatan (5 684 invånare)

Omgivningarna runt Ceyranbatan-reservoaren är i huvudsak ett öppet busklandskap. Runt Ceyranbatan-reservoaren är det tätbefolkat, med 762 invånare per kvadratkilometer.